# ۵۰۰ (میلادی)
۵۰۰ (میلادی) پانصد مین سال تقویم میلادی است.

## درگذشتگان
- تسو چونگچیریاضی‌دان و ستاره‌شناس برجستهٔ چینی.

‎